# Ablerus saintpierrei
Ablerus saintpierrei är en stekelart som beskrevs av Girault 1913. Ablerus saintpierrei ingår i släktet Ablerus och familjen växtlussteklar. Inga underarter finns listade i Catalogue of Life.